# 巴哈切韦
巴哈切韦（烏克蘭語：Багачеве，發音：[bɐɦɐˈt͡ʃɛvɛ]），2024年9月前称为瓦圖季內（羅馬化：Vatutine，發音：[wɐˈtutʲine]），是乌克兰中部切爾卡瑟州茲韋尼霍羅德卡區瓦圖季內市鎮內的城市及該市鎮的行政中心，2020年7月18日前为该州的州辖市。該市距離州府切爾卡瑟86公里，始建於1947年，面積10.89平方公里，海拔高度127米，2022年人口15,763。